# Michael Veith
Michael Veith (ur. 20 stycznia 1957 w Tegernsee) – niemiecki narciarz alpejski, wicemistrz świata.

## Kariera
W zawodach Pucharu Świata zadebiutował 18 grudnia 1973 roku w Zell am See, zajmując 35. miejsce w zjeździe. Pierwsze punkty zdobył 8 grudnia 1974 roku w Val d’Isère, zajmując trzecie miejsce w zjeździe. Tym samym nie tylko zdobył punkty, ale od razy stanął na podium. W zawodach tych wyprzedzili go jedynie dwaj Austriacy: Franz Klammer i Werner Grissmann. W kolejnych startach jeszcze trzy razy stawał na podium zawodów pucharowych: 9 marca 1975 roku w Jackson Hole był drugi, a 21 stycznia 1978 roku w Kitzbühel i 11 lutego 1978 roku w Les Houches zajmował trzecie miejsce w zjazdach. Najlepsze wyniki osiągnął w sezonie 1974/1975, kiedy był trzynasty w klasyfikacji generalnej, a w klasyfikacji zjazdu był siódmy.
Jego największym sukcesem jest srebrny medal w zjeździe wywalczony podczas mistrzostw świata w Garmisch-Partenkirchen w 1978 roku. Rozdzielił tam na podium Austriaków: Josefa Walchera i Wernera Grissmanna. Był to jego jedyny medal wywalczony na międzynarodowej imprezie tej rangi. Zajął też między innymi siedemnaste miejsce w tej konkurencji na mistrzostwach świata w Schladming cztery lata później. W 1976 roku wystąpił na igrzyskach olimpijskich w Innsbrucku, zajmując 22. miejsce w tej samej konkurencji. Brał też udział w igrzyskach w Lake Placid w 1980 roku, gdzie w zjeździe uplasował się jedną pozycję niżej.
W 1982 roku zakończył karierę.

## Osiągnięcia

### Igrzyska olimpijskie
| Miejsce | Dzień     | Rok  | Miejscowość | Konkurencja | Czas biegu | Strata | Zwycięzca      |
| ------- | --------- | ---- | ----------- | ----------- | ---------- | ------ | -------------- |
| 22.     | 5 lutego  | 1976 | Innsbruck   | Zjazd       | 1:45,73    | +3,29  | Franz Klammer  |
| 23.     | 14 lutego | 1980 | Lake Placid | Zjazd       | 1:45,50    | +4,50  | Leonhard Stock |

### Mistrzostwa świata
| Miejsce | Dzień       | Rok  | Miejscowość            | Konkurencja | Czas biegu | Strata      | Zwycięzca       |
| ------- | ----------- | ---- | ---------------------- | ----------- | ---------- | ----------- | --------------- |
| 21.     | 9 lutego    | 1974 | Sankt Moritz           | Zjazd       | 1:56,98    | +4,18       | David Zwilling  |
| 22.     | 5 lutego    | 1976 | Innsbruck              | Zjazd       | 1:45,73    | +3,29       | Franz Klammer   |
| 2.      | 29 stycznia | 1978 | Garmisch-Partenkirchen | Zjazd       | 2:04,12    | +0,07       | Josef Walcher   |
| 23.     | 14 lutego   | 1980 | Lake Placid            | Zjazd       | 1:45,50    | +4,50       | Leonhard Stock  |
| 17.     | 6 lutego    | 1982 | Schladming             | Zjazd       | 1:55,10    | +2,66       | Harti Weirather |
| 44.     | 5 lutego    | 1982 | Schladming             | Kombinacja  | 12,64 pkt  | +331,89 pkt | Michel Vion     |

### Puchar Świata

#### Miejsca w klasyfikacji generalnej
- sezon 1974/1975: 13.
- sezon 1975/1976: 30.
- sezon 1976/1977: 28.
- sezon 1977/1978: 14.
- sezon 1978/1979: 60.
- sezon 1979/1980: 37.
- sezon 1980/1981: 49.

#### Miejsca na podium w zawodach
1. Val d’Isère – 8 grudnia 1974 (zjazd) – 3. miejsce
2. Jackson Hole – 9 marca 1975 (zjazd) – 2. miejsce
3. Kitzbühel – 21 stycznia 1978 (zjazd) – 3. miejsce
4. Les Houches – 11 lutego 1978 (zjazd) – 3. miejsce